# Relaciones internacionales de Brasil

Naciones con las que Brasil tiene relaciones diplomáticas.

El Ministerio de Relaciones Exteriores es responsable de la gestión de las relaciones exteriores de Brasil. Brasil es una potencia política y económica significativa en América Latina y un actor clave en el escenario mundial. La política exterior de Brasil refleja su papel como potencia regional y potencial potencia mundial y está diseñada para ayudar a proteger los intereses nacionales, la seguridad nacional, los objetivos ideológicos y la prosperidad económica del país.
Entre la Segunda Guerra Mundial y 1990, tanto los gobiernos democráticos como los militares buscaron expandir la influencia de Brasil en el mundo siguiendo una política industrial dirigida por el estado y una política exterior independiente. Recientemente, la política exterior brasileña ha tenido como objetivo fortalecer los lazos con otros países sudamericanos, participar en la diplomacia multilateral a través de las Naciones Unidas y la Organización de los Estados Americanos, y actuar en ocasiones como una fuerza compensatoria de la influencia política y económica de Estados Unidos en América Latina.

## Visión general
Las relaciones internacionales de Brasil se basan en el artículo 4 de la Constitución Federal, que establece la no intervención, la autodeterminación, la cooperación internacional y la solución pacífica de los conflictos como principios rectores de las relaciones de Brasil con otros países y organizaciones multilaterales. De acuerdo con la Constitución, el Presidente es el máximo responsable de la política exterior, mientras que el Congreso se encarga de examinar y considerar todas las candidaturas diplomáticas y los tratados internacionales, así como la legislación relativa a la política exterior brasileña.
El Ministerio de Relaciones Exteriores, también conocido como Itamaraty, es el departamento gubernamental responsable de asesorar al Presidente y conducir las relaciones exteriores de Brasil con otros países y organismos internacionales. El ámbito de actuación de Itamaraty incluye las relaciones políticas, comerciales, económicas, financieras, culturales y consulares, áreas en las que desempeña las tareas clásicas de la diplomacia: representar, informar y negociar. Las prioridades de la política exterior son establecidas por el presidente.

## Política exterior
La política exterior de Brasil es un subproducto de la posición única del país como potencia regional en América Latina, líder entre los países en desarrollo y potencia mundial emergente. En general, la política exterior brasileña se ha basado en los principios del multilateralismo, la resolución pacífica de conflictos y la no intervención en los asuntos de otros países.  Brasil participa en la diplomacia multilateral a través de la Organización de Estados Americanos y las Naciones Unidas, y ha estrechado lazos con países en desarrollo de África y Asia. En la actualidad, Brasil está al mando de una fuerza multinacional de estabilización de la ONU en Haití, la MINUSTAH. En lugar de perseguir prerrogativas unilaterales, la política exterior brasileña ha tendido a hacer hincapié en la integración regional, primero a través del Mercado Común del Sur (Mercosur) y ahora de la Unión de Naciones Suramericanas. Brasil también está comprometido con la cooperación con otras naciones de habla portuguesa a través de colaboraciones conjuntas con el resto del mundo lusófono, en varios ámbitos que incluyen la cooperación militar, la ayuda financiera y el intercambio cultural. Esto se hace en el marco de la CPLP, por ejemplo. La visita de Lula da Silva a África en 2003 incluyó visitas de Estado a tres naciones africanas de habla portuguesa (Angola, Santo Tomé y Príncipe, y Mozambique). Por último, Brasil también está firmemente comprometido con el desarrollo y el restablecimiento de la paz en Timor Oriental, donde ejerce una influencia muy poderosa.
Las iniciativas políticas, empresariales y militares de Brasil se complementan con la política comercial del país. En Brasil, el Ministerio de Relaciones Exteriores sigue dominando la política comercial, lo que hace que los intereses comerciales del país queden (en ocasiones) subsumidos por un objetivo de política exterior más amplio, a saber, aumentar la influencia de Brasil en América Latina y en el mundo. Por ejemplo, aunque la conclusión de acuerdos comerciales significativos con países desarrollados (como Estados Unidos y la Unión Europea) sería probablemente beneficiosa para los intereses económicos de Brasil a largo plazo, el gobierno brasileño ha priorizado en cambio su papel de liderazgo en el Mercosur y la ampliación de los lazos comerciales con países de África, Asia y Oriente Medio.
La diplomacia de poder blando de Brasil implica estrategias institucionales como la formación de coaliciones diplomáticas para limitar el poder de las grandes potencias establecidas. En los últimos años, ha dado prioridad al establecimiento de un diálogo político con otros actores estratégicos como India, Rusia, China y Sudáfrica a través de su participación en agrupaciones internacionales como BASIC, IBSA y BRICS. Los Estados miembros de BRICS han sido uno de los motores más poderosos del cambio progresivo en la diplomacia mundial y son los que más se benefician de los cambios de poder globales conectados.
En concreto, las ayudas internacionales se han convertido en una herramienta cada vez más relevante de la política exterior brasileña. Brasil canaliza ayudas internacionales por medio de la Agencia Brasileña de Cooperación (ABC, en portugués: Agência Brasileira de Cooperação). Además, ofrece apoyo científico, económico y técnico de otras manera. Más de la mitad de contribuciones brasileñas están destinadas al continente africano, mientras que otros países de América Latina reciben alrededor de un 20% y la proporción de ayudas destinadas al continente asiático es muy menor. Dentro de África, el 80% es destinado a países de habla portuguesa. Brasil concentra sus ayudas a estos países del ámbito lusófono en el sector educativo, especialmente en educación secundaria y superior, mientras que en otros países se centra más en el sector agrario.Con un valor estimado de 1,000 millones de dólares, Brasil está a la par con China e India en volumen de contribuciones, y por encima de muchos países con una tradición de ayudas al desarrollo más longeva. La estrategia brasileña demuestra el desarrollo de una pauta Sur-Sur de cooperación, que propone un nuevo modelo global que está en ciernes. En paralelo, las relaciones Sur-Sur son a día de hoy un área importante de especialización entre expertos y académicos brasileños en el área de las relaciones internacionales. Algunos estudios indican que, por medio de sus programas de cooperación, Brasil podría estar intentando acceder a recursos naturales.